# Les Moineaux
Pour plus de détails, voir Fiche technique et Distribution.
Les Moineaux (Sparrows) est un film muet américain réalisé par William Beaudine et Tom McNamara (non crédité), sorti en 1926.

## Synopsis
Aux abords des marais du Sud des États-Unis, Grimes, sa femme et son fils Ambrose, tiennent une ferme où se trouvent des enfants abandonnés, qui sont maltraités, presque affamés, quasiment maintenus en prison par leurs méchants gardiens. « Mama » Mollie, la plus âgée de ces enfants, les protège du mieux qu'elle peut, et redonne du courage en leur disant que Dieu prendra soin d'eux comme il prend soin des moineaux.

Doris, une enfant qui a été enlevée en ville, arrive à la ferme et Grimes dit à son fils de la jeter dans le marais pour que la police perde sa trace. Mollie la sauve des mains d'Ambrose et se bat avec Grimes à l'aide d'une fourche. Elle décide de s'enfuir avec sa bande de « moineaux ». Après des kilomètres dans les marais infestés d'alligators, les enfants tombent sur la police qui cherche Grimes. Sa femme et son fils sont arrêtés, mais les ravisseurs s'échappent. Ils finissent par mourir dans les marais en essayant d'échapper au bateau de la police.

Mollie trouve enfin le bonheur quand sa « couvée » tout entière est adoptée par un millionnaire.

## Fiche technique
- Titre : Les Moineaux
- Titre original : Sparrows
- Réalisation : William Beaudine et Tom McNamara (non crédité)
- Adaptation : C. Gardner Sullivan et George Marion Jr. d'après une histoire de Winifred Dunn
- Direction artistique : Harold McLernon
- Décors : Harry Oliver
- Photographie : Hal Mohr, Charles Rosher et Karl Struss
- Montage : Harold McLernon
- Production : Mary Pickford
- Société de production : Pickford Corporation
- Société de distribution : United Artists
- Pays d'origine :  États-Unis
- Langue originale : anglais
- Format : Noir et blanc — 35 mm — 1,37:1 — Muet
- Genre : drame
- Durée : 84 minutes
- Date de sortie :
  - États-Unis : 19 septembre 1926 (première à New York)

## Distribution
- Mary Pickford : Molly
- Roy Stewart : Dennis Wayne
- Mary Louise Miller : Doris Wayne
- Gustav von Seyffertitz : Grimes
- Charlotte Mineau : Mme Grimes
- Spec O'Donnell : Ambrose Grimes
- Lloyd Whitlock : Joe Bailey
- Monty O'Grady : Splutters

les « moineaux »
Billy Butts, Jack Levine, Billy 'Red' Jones, Muriel MacCormac, Florence Rogan,

Mary Frances McLean, Sylvia Bernard, Seesell Ann Johnson, Camille Johnson